# Magnolia domingensis
Magnolia domingensis este o specie de plante din genul Magnolia, familia Magnoliaceae, descrisă de Ignatz Urban. Conform Catalogue of Life specia Magnolia domingensis nu are subspecii cunoscute.